# Coelachyrum poiflorum
Coelachyrum poiflorum är en gräsart som beskrevs av Emilio Chiovenda. Coelachyrum poiflorum ingår i släktet Coelachyrum, och familjen gräs. Inga underarter finns listade i Catalogue of Life.